# Ruta Estatal de Nevada 757
La Ruta Estatal de Nevada 757, y abreviada SR 757 (en inglés: Nevada State Route 757) es una carretera estatal estadounidense ubicada en el estado de Nevada. La carretera inicia en el Oeste desde la SR 206     en Genoa hacia el Este en la US 395     en Minden. La carretera tiene una longitud de 5,1 km (3.190 mi).

## Mantenimiento
Al igual que las autopistas interestatales, y las rutas federales y el resto de carreteras estatales, la Ruta Estatal de Nevada 757 es administrada y mantenida por el Departamento de Transporte de Nevada por sus siglas en inglés Nevada DOT.